# Boogerman: A Pick and Flick Adventure
Boogerman: A Pick and Flick Adventure es un juego 2D de plataformas creado por la gente de Interplay Entertainment y lanzado para la Mega Drive en 1994 y la SNES en 1995. Además, hizo una pequeña aparición como personaje jugable en el juego de Interplay: ClayFighter 63 1/3.
El héroe "Boogerman" es un hombre tira-mocos, ruidoso eructador, lanza-gases llamado Snotty Ragsdale. Mientras vive su vida normal como un excéntrico millonario, su naturaleza "apestosa" le viene bien para ponerse la máscara del oloroso héroe Boogerman.

## Historia
Era una oscura y tormentosa noche en el laboratorio del Profesor Stinkbaum, donde secretamente este construía una máquina que salvaría al mundo de la contaminación al trasladarla a la Dimensión X-Cremento. El millonario excéntrico, Snotty Ragsdale, consiguió trabajo en el lugar para investigar y encontrar de dónde proviene la contaminación. Tenía un mal presentimiento sobre la extraña máquina.
Ragsdale, al limpiar el polvo cerca de la máquina hizo que una bola de polvo llegara a su nariz, causándole un pequeño pero fuerte estornudo. El poder de este estornudo rompió la máquina y un largo brazo apareció de la nada para robarse la fuente de electricidad de la máquina. En un corto instante desapareció Ragsdale para ir al baño de hombres y regresó vestido como su alter ego, ¡Boogerman! Tras esto, saltó dentro del portal de la máquina para seguir al brazo misterioso y resolver el enigma...

## Habilidades
- Mocos: Boogerman puede escarbar en su nariz y tirar mocos con mortal precisión. Si se toma una botella de leche, puede escupir más rápido que una bala.
- Eructos : La fortaleza gastronómica de Boogerman le permite mantener y lanzar ruidosos gases desde su boca. Si se come un pimentón picante puede también eructar fuego.
- Gases: La parte trasera de Boogerman es capaz de soltar tóxicas nubes de gas. Si se come un pimentón picante también puede tirar gases en llamas o volar con su cohete trasero.
- Golpe de trasero: Boogerman tiene la capacidad de aplastar con su trasero a los enemigos. Como vemos, es un ser capaz de hacer hasta la cosa más inmunda para deshacerse de sus enemigos.

## Niveles
- Flatulent Swamps (Pantanos Flatulentos): Este mundo oscuro de árboles pegajosos y pantanos lodosos es el hogar de Hick Boy, el jefe de este mundo, usa una gallina como boomerang para atacar a aquellos que entran a su territorio.

- The Pits (Las Fosas): Las paredes de carne y los pasillos de músculo empapelado son vigilados por Revolta, una mujer espía con una pasión por Boogerman.

- Boogerville:  Este desmoronado pueblo es el hogar de los ciudadanos duendes de la Dimensión X-Cremento. Tienen a Fly Boy para mantener a su pueblo como un podrido y apestoso agujero.

- Mucous Mountains & Nasal Caverns (Montañas Mocosas y Cavernas Nasales): Un lugar peligrosos e interminables precipicios, a través del pasaje nasal ocasional te llevan a las pegajosas cavernas. Deodor Ant vigila estas minas mocosas.

- Pus Palace (Palacio de Pus): Ésta es la casa de Boogermeister, el villano que robó la fuente de electricidad de la máquina de contaminación. El majestuoso palacio es decorado en verde (muy popular el color de la región) y es sólo viscoso como el mismo Boogermeister.

- Datos: Q2910422